# 政府總部禮賓處
政府總部禮賓處（英語：Protocol Division Government Secretariat），通稱禮賓處，是香港特別行政區政府行政署轄下一部門，專門負責代表香港政府接待訪問香港的中國或者外國政治要員，策劃和統籌外國皇室成員及政府高層領導人的官方訪問香港活動；並且管理香港授勳及嘉獎制度。

## 歷任處長
1. 黃戴偉賢（1997年6月－2002年6月）
2. 阮文海（2002年7月－2012年7月）
3. 李郭志潔（2012年7月－2021年4月）
4. 曾展光（2021年4月－）

## 外部連結
- 香港特別行政區政府 政府總部禮賓處 （页面存档备份，存于）